# Drosanthemum insolitum
Drosanthemum insolitum är en isörtsväxtart som beskrevs av L. Bol. Drosanthemum insolitum ingår i släktet Drosanthemum och familjen isörtsväxter. Inga underarter finns listade i Catalogue of Life.